# Brandon Teena
Brandon Teena (Lincoln, 12 de dezembro de 1972 — Falls City, 31 de dezembro de 1993) foi um homem transgênero americano que, após ter sido espancado e violado, foi assassinado em Humboldt, perto da cidade de Falls City, Nebraska, nos Estados Unidos.
O sexo atribuído a Brandon no nascimento foi o feminino, mas ele identificava-se, apresentava-se e vivia como um homem. Seu assassinato foi um dos mais notórios crimes de ódio do país na década de 1990. Sua história inspirou dois filmes: o documentário The Brandon Teena Story e o filme Boys Don't Cry (1999), protagonizado por Hilary Swank, que ganhou o Oscar de Melhor Atriz em 2000.

## Biografia
Nascido em Lincoln, numa família conservadora e patriarcal, ele chegou a frequentar uma escola católica, segundo o Voice. Seu pai morreu num acidente de carro quando sua mãe, JoAnn, estava grávida dele.
A família residia no Pine Acre Mobile Home Park, no nordeste de Lincoln, onde JoAnn trabalhava como balconista em uma loja de varejo feminina para sustentar a família. Quando crianças pequenas, Brandon e sua irmã Tammy foram sexualmente abusadas por um tio por vários anos. Brandon procurou aconselhamento para isso em 1991.
Brandon começou a se identificar do sexo masculino na escola. Sua mãe não aceitava sua identidade masculina e continuou se referindo a ele como "filha". Em dezembro de 1990, Brandon foi para o Holiday Skate Park com seus amigos, amarrando seus seios para se passar por menino. O adolescente de 18 anos saiu em um encontro com uma garota de 13 anos. Ele também conheceu a amiga de 14 anos da menina, Heather, e começou a se vestir regularmente como um homem. No verão de 1991, Brandon começou seu primeiro grande relacionamento, com Heather. Pouco depois, Brandon conseguiu emprego como atendente num posto de gasolina, tendo por objetivo comprar um trailer para si e para sua namorada.
Em 1993, depois de alguns problemas legais, Brandon mudou-se para Falls City, no Condado de Richardson, onde se identificou apenas como homem.

## Antecedentes do crime
Em Falls City Brandon conheceu Lisa Lambert, uma mãe solteira que lhe deu abrigo e com quem ele, segundo algumas fontes, manteve um relacionamento. Ele também fez amizade com várias pessoas, incluindo os dois ex-presidiários John Lotter e Marvin Thomas "Tom" Nissen. Nissen era casado e tinha dois filhos. Mais tarde, Brandon começou a se relacionar com Lana Tisdel, que tinha sido amiga de infância e namorada de Lotter. Outro homem, Phillip Devine também se tornou amigo de Brandon. Em 15 de dezembro de 1993, uma semana depois de conhecer Lana, Brandon foi preso novamente por fraudar cheques. Muitos acreditam na versão de que Lana Tisdel teria pago sua fiança, mas teria se sentido desorientada ao saber que Brandon estava na ala feminina da prisão e teria chamado Lotter para acompanha-la. Foi durante a apresentação para o juiz que o nome e sexo de Brandon foram descobertos, o que teria enfurecido Lotter e Nissen e feito Lana questionar sobre seus genitais femininos, ao que Brandon teria respondido que pretendia fazer uma operação para mudança de sexo.
Lana alega que após a descoberta teria terminado o relacionamento com Brandon.

## O crime
No dia 24 de dezembro, durante uma festa de Natal na casa de Nissen, este e Lotter agarraram Brandon e o obrigaram a tirar as calças para mostrar a Lana que ele tinha genitais femininos. Nas primeiras horas da manhã seguinte, Lotter e Nissen sequestraram Brandon, obrigando-o a entrar em um carro. Eles dirigiram para uma área dentro de uma fábrica de embalagens de carne, onde o espancaram e o estupraram. Em seguida, o levaram de volta para a casa de Nissen, de onde ele escapou escalando a janela e fugindo até a casa de Tisdel. Brandon denunciou os dois à polícia, apesar de Nissen e Lotter o terem ameaçado de morte. A polícia, além de fazer um interrogatório degradante, segundo a enciclopédia Britannica, não acusou ninguém devido a uma alegada falta de provas. Em 31 de dezembro, Tom Nissen e John Lotter partiram para a casa de Lisa Lambert à procura de Brandon. Eles atiraram e esfaquearam Brandon e também mataram Lambert e Phillip Devine. Apenas o filho de oito meses de Lambert foi deixado vivo.
Os corpos e a criança foram encontrados pela mãe de Lisa Lambert no Ano Novo.

## Prisão e pena
Nissen testemunhou contra Lotter e foi condenado à prisão perpétua em 1995. John Lotter foi condenado a pena de morte em 1996.
Em abril de 2018, a defesa de Lotter tentou uma apelação, alegando que, por ter um baixo QI, ele era intelectualmente incapaz de ser executado. Em agosto do mesmo ano, a apelação foi rejeitada pela corte.

## Atualizações e legado
Alguns anos mais tarde, Lana Tisdel teve uma filha e retornou a Falls City para criá-la.
Em 2013, 20 anos após o crime, o jornal The Atlantic ainda se referiu ao crime como "um dos mais hediondos crimes de ódio da história dos Estados Unidos" (original em inglês: one of the most heinous hate crimes in American history).
Também em 2013, a mãe de Brandon concedeu uma entrevista ao Journal Star onde disse: "eu fico imaginando como seria tê-la aqui. Ela era uma criança alegre, então imagino que seria um adulto alegre também." Durante a entrevista ela também disse que ainda esperava Lotter ser executado e que Nissem recebesse a mesma pena.
Segundo a Britannica, como legado, a história de Brandon tem sido contada através da imprensa, incluindo documentários, biografias, filmes (Boys Don’t Cry - 1999) e numerosos artigos acadêmicos.